# 富蘭克林 (賓夕法尼亞州)
富兰克林（英語：Franklin）是美国宾夕法尼亚州韦南戈县的一个城市和县城。 2010年人口普查的人口估计为6,545人。富兰克林是石油城小城市统计区的一部分。

## 历史
这个城市的同名是本杰明·富兰克林。
塞缪尔·戴尔之家和富兰克林历史区被列入国家史迹名录。 普卢默街区曾于1978年到1986年被列入。